# Barxeta
Barxeta és una població del País Valencià a la comarca de la Costera.

## Geografia
Està situada a l'extrem oriental de la comarca, sobre la ruta natural que comunica la ciutat de Xàtiva amb la vall de la Valldigna i la mar. La vall de Barxeta està constituïda per una fondada de monticles i llomes que s'obrin des de l'oest, a l'horta de Xàtiva. La delimiten, pel nord, la serreta de Manuel (la Barcella, 300 msnm; la Penya Vermella, 344 msnm); per l'est, el massís muntanyós de Mondúber i el pla de Corrals, i pel sud, la serra de Requena, prolongació de la Serra Grossa (l'alt del Vedat de Requena, 433 msnm; l'alt de la Malladeta, 458 msnm). Drena i recorre la vall, de llevant a ponent, el rierol de Barxeta. Hi ha biodiversitat de la flora i fauna mediterrània, encara que principalment el tipus de vegetació que es desenvolupa és matollar i pinedes de pi blanc.
El seu terme municipal limita amb El Genovés, Xàtiva i Llocnou d'en Fenollet (a la mateixa comarca), Benigànim i Quatretonda (a la Vall d'Albaida), l'Ènova i Rafelguaraf (a la Ribera Alta) i Simat de la Valldigna (a la comarca de la Safor). Des de València, s'accedix a Barxeta a través de la A-7 per a enllaçar amb la N-340 i finalitzar en la CV-600.

## Història
Durant l'edat del bronze i l'època ibèrica, van ser ocupats per xicotets poblats de ramaders alguns de les muntanyes del terme actual de Barxeta. La majoria de les làpides i escultures del Ager Saetabensis van ser llaurades en marbre de la partida de Buscarró. Les restes més antigues que s'hi conserven es troben al poblat ibèric de Casa Perot, en el qual es trobaren ceràmiques i joies, i un monument funerari romà al Barranc del Llop.
El seu origen és una alqueria musulmana dintre del terme de Xàtiva, d'on prové el nom de la localitat. L'alqueria musulmana va ser conquerida per Jaume I i donada a Pere Zapata, cavaller aragonés, per tal d'obtenir el títol de Senyor de Barxeta hagué de renunciar a totes les seues possessions en Aragó, i va acudir a Barxeta amb tota la família, tant fills com germans i cunyats. Al cap de poc va arribar a aconseguir el títol de Senyor d'Alzira. Un germà seu el succeí com a Senyor de Barxeta. En 1312 Jaume II el Just donà la senyoria a Bernat de Cruïlles i de Peratallada. En 1488, el poble era propietat dels senyors de Tallada, d'ascendència italiana. El 1574 va assolir la independència de Xàtiva.
En el segle xvi, arran de la forçosa conversió dels musulmans en moriscs la mesquita va ser convertida en església (1535). Poques dècades després, el 1609, les 46 famílies morisques del poble van ser expulsades. La localitat va ser repoblada llavors per 15 colons cristians vells procedents d'altres pobles de la comarca i del regne veí de Mallorca. El 19 de març de 1644, Felip V la va elevar a la categoria de baronia en la persona de Francesc Martínez Morcilla, que aleshores era el senyor del poble, a qui dona tota la jurisdicció fins a 1647.
En el segle xviii diversos burgesos van mobilitzar grans transformacions agrícoles. La més rellevant va ser la promoguda pel marqués de Valderas, que va manar construir una enorme bassa i, mitjançant un sistema de séquies i un aqüeducte de sis arcs, va aconseguir regar una zona de camps que era erma fins aquell moment. Durant el segle xix, van prosperar les vinyes i altres cultius de secà, en un terme on la propietat estava molt mal repartida. Van començar a perforar-se, així mateix, pous a motor, que afavoririen l'expansió del taronger sobre els antics secans, fenomen que s'ha perllongat fins als nostres dies.

## Demografia
| 1990  | 1992  | 1994  | 1996  | 1998  | 2000  | 2002  | 2004  | 2005  | 2007  | 2009  | 2021 |
| ----- | ----- | ----- | ----- | ----- | ----- | ----- | ----- | ----- | ----- | ----- | ---- |
| 1.636 | 1.605 | 1.631 | 1.610 | 1.612 | 1.612 | 1.634 | 1.619 | 1.623 | 1.650 | 1.669 | 1604 |

## Economia
Barxeta és un municipi fonamentalment agrícola i la major part de la població treballa en eixe sector. La superfície conreada és de 877 hectàrees, de les quals 804 hectàrees són de fruiters; 53 hectàrees, d'oliveres; 12 hectàrees, d'herbacis, 2 hectàrees, de vinya i altres 6 hectàrees amb altres cultius. Hi ha tres magatzems hortofrutícoles.
En la ramaderia cal assenyalar l'existència de granges destinades a la criatura i engreixament d'aus i porcs. Destaquen també a Barxeta l'existència de pedreres d'extracció de marbre i granit i d'àrids.

## Política i govern

### Composició de la Corporació Municipal
El Ple de l'Ajuntament està format per 9 regidors. En les eleccions municipals de 26 de maig de 2019 foren elegits 5 regidors d'Esquerra Unida del País Valencià (EUPV), 3 del Partit Popular (PP) i 1 de Som Barxeta-Acord Municipal (SOM).
| Eleccions municipals de 26 de maig de 2019 - Barxeta                                                                          |                                     |                                     |                                     |        |          |          |
| Candidatura | Candidatura                         | Candidatura                         | Cap de llista                       | Vots   | Vots     | Regidors |
| | Esquerra Unida del País Valencià    |                                     | Vicent Mahiques Margarit            | 575    | 52,56%   | 5 (+1)   |
| | Partit Popular                      |                                     | Vicente Tormo Gascó                 | 366    | 33,46%   | 3 (-1)   |
| | Som Barxeta-Acord Municipal         |                                     | Darius Josep Tortosa España         | 130    | 11,88%   | 1 (+1)   |
| | Altres candidatures                 |                                     |                                     | 20     | 1,83%    | 0 ( -1)  |
| | Vots en blanc                       |                                     |                                     | 3      | 0,27%    |          |
| Total vots vàlids i regidors                                                                                                  | Total vots vàlids i regidors        | Total vots vàlids i regidors        | Total vots vàlids i regidors        | 1.094  | 100 %    | 9        |
| | Vots nuls                           | Vots nuls                           | Vots nuls                           | 16     | 1,44%    |          |
| Participació (vots vàlids més nuls)                                                                                           | Participació (vots vàlids més nuls) | Participació (vots vàlids més nuls) | Participació (vots vàlids més nuls) | 1.110  | 87,40%** |          |
| Abstenció | Abstenció                           | Abstenció                           | Abstenció                           | 160*   | 12,60%** |          |
| Total cens electoral | Total cens electoral                | Total cens electoral                | Total cens electoral                | 1.270* | 100 %**  |          |
| Alcalde: Vicent Mahiques Margarit (EUPV) (15/06/2019) Per majoria absoluta dels vots dels regidors (5 vots d'EUPV)            |                                     |                                     |                                     |        |          |          |
| Fonts: JEC, JEZ Xàtiva, M. Interior, Periòdic Ara. (* No són vots sinó electors. ** Percentatge respecte del cens electoral.) |                                     |                                     |                                     |        |          |          |

### Alcaldes
Des de 2015 l'alcalde de Barxeta és Vicent Mahiques Margarit d'Esquerra Unida del País Valencià (EUPV).
| Període                       | Alcalde o alcaldessa          | Partit polític  | Data de possessió | Observacions |
| ----------------------------- | ----------------------------- | --------------- | ----------------- | ------------ |
| 1979–1983                     | José Lorente Calabuig         | PCE             | 19/04/1979        | --           |
| 1983–1987                     | José Lorente Calabuig         | PCE-PCPV        | 28/05/1983        | --           |
| 1987–1991                     | Vicente Reig Maronda          | CDS             | 30/06/1987        | --           |
| 1991–1995                     | Vicent Antoni Giner i Segarra | EUPV            | 13/09/1991        | --           |
| 1995–1999                     | Vicent Antoni Giner i Segarra | EUPV            | 17/06/1995        | --           |
| 1999–2003                     | Vicent Antoni Giner i Segarra | EUPV            | 03/07/1999        | --           |
| 2003–2007                     | Vicent Antoni Giner i Segarra | EUPV            | 14/06/2003        | --           |
| 2007–2011                     | Vicent Antoni Giner i Segarra | EUPV            | 16/06/2007        | --           |
| 2011–2015                     | Vicent Huet Ballester         | PP              | 11/06/2011        | --           |
| 2015–2019                     | Vicent Mahiques Margarit      | EUPV-ERPV-GB-AC | 13/06/2015        | --           |
| 2019-2023                     | Vicent Mahiques Margarit      | EUPV            | 15/06/2019        | --           |
| Des de 2023                   | n/d                           | n/d             | 17/06/2023        | --           |
| Fonts: Generalitat Valenciana |                               |                 |                   |              |

## Monuments
L'Església dels Sants Esposoris és l'única referència arquitectònica que consta. Fou bastida en 1958 prop del lloc on s'aixecava l'original, de 1733, destruïda en la Guerra Civil espanyola pels anarquistes del poble.

## Festes i celebracions
Les seues Festes Patronals i populars tenen lloc durant l'última setmana de juliol i són en honor dels patrons del poble, els Sants Desposoris. Consten d'una barretja de festes amb caràcter religiós amb el lúdic. Entre els seus actes cal destacar les vaquetes i bous al carrer, els espectacles pirotècnics, el festival de bandes de música "Memorial Alcalde Josep Lorente", la festa de moros i cristians, els nombrosos actes esportius i culturals com partides de pilota valenciana, la nit de les disfresses o la nit de les paelles.

## Personatges il·lustres
- Joaquim Garcia Roca sociòleg i teòleg. Reconegut en el camp de la solidaritat, el voluntariat, el Tercer Sector, els moviments socials, la immigració i la cooperació internacional al desenvolupament;